# Zuurbemde
Zuurbemde is een dorp in de Belgische provincie Vlaams-Brabant. Het ligt in de gemeente Glabbeek, ten oosten van het centrum van Glabbeek.

## Geschiedenis
De naam van het dorp verwijst naar de zure grond van de weiden (beemden) langs het riviertje de Velpe. De eerste verwijzing naar het dorp dateert van 1229.
Onder het ancien régime was Zuurbemde een heerlijkheid in de meierij van Halen (in het kwartier van Tienen in het hertogdom Brabant). Na de Franse invasie werd Zuurbemde als gemeente bij het kanton Glabbeek van het Dijledepartement ingedeeld. Al in 1825 werd de gemeente al opgeheven en met Glabbeek verenigd in de nieuwe gemeente Glabbeek-Zuurbemde.

## Bezienswaardigheden
- De Sint-Catharinakerk met een eeuwenoude Sacramentstoren.

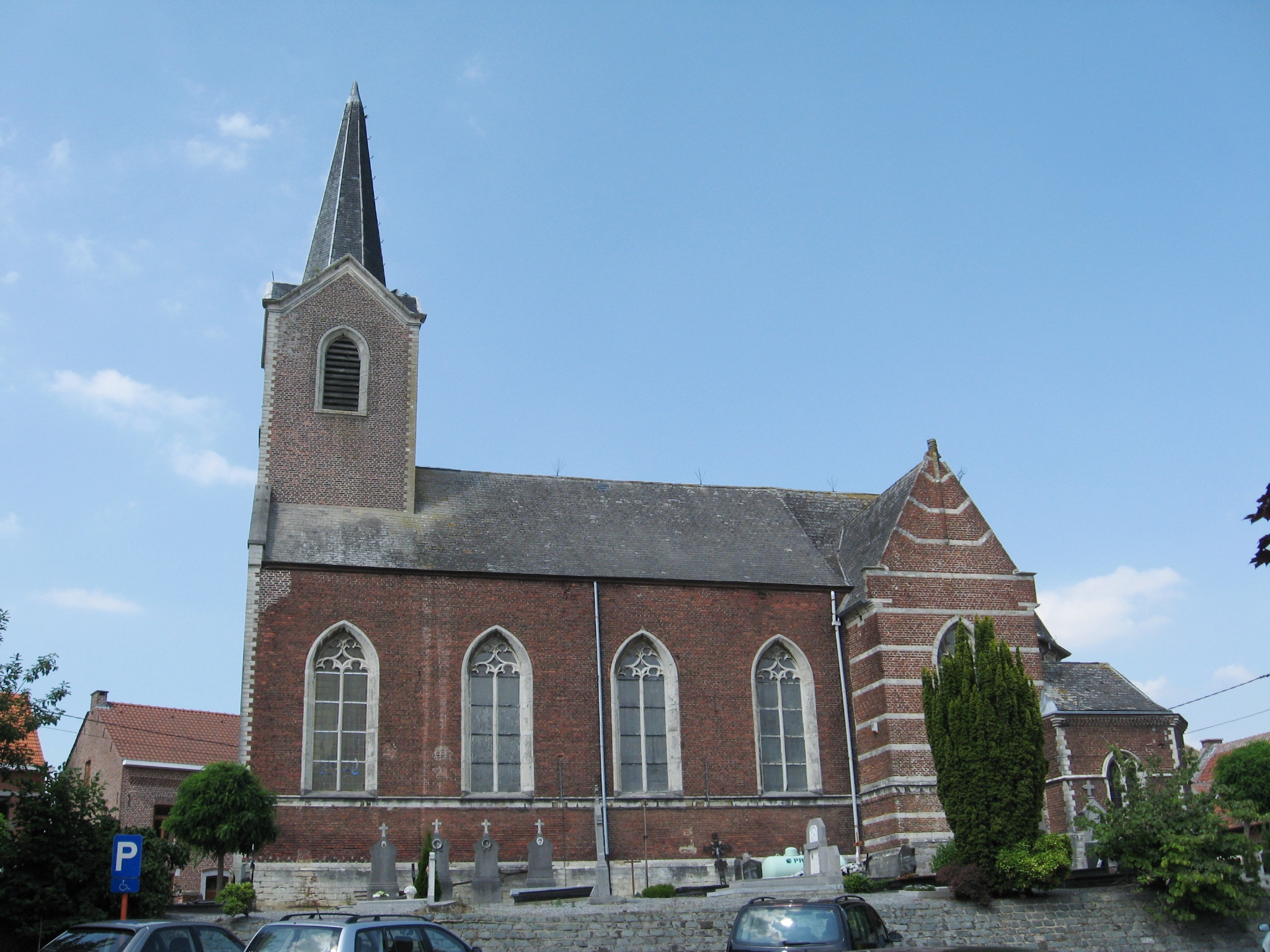
Sint-Catharinakerk

- Het Kasteel van Zuurbemde

## Natuur en landschap
Zuurbemde ligt nabij de vallei van de Velp op een hoogte van ongeveer 39-57 meter. 

## Nabijgelegen kernen
Glabbeek, Hoeleden, Kersbeek